# Борисовка (Казахстан)
Бори́совка (каз. Борисовка) — село у складі Атбасарського району Акмолинської області Казахстану. Адміністративний центр та єдиний населений пункт Борисовської сільської адміністрації.
Населення — 792 особи (2021; 1084 у 2009, 1248 у 1999, 1451 у 1989).
Національний склад станом на 1989 рік:
- німці — 46 %;
- українці — 23 %.